# Frysztackie państwo stanowe
Frysztackie państwo stanowe (cz. Fryštátské panství) – państwo stanowe w okolicach miasta Frysztat powstałe w 1573 z wydzielenia z księstwa cieszyńskiego. W następnych stuleciach uległo znacznemu rozdrobnieniu na mniejsze państwa stanowe.

## Historia
Od 1290 obszar ten należał do księstwa cieszyńskiego, rządzonego przez Piastów cieszyńskich. Dwaj przedstawiciele tego rodu, książę Wacław III Adam a przede wszystkim jego syn Fryderyk Kazimierz w drugiej połowie XVI wieku popadli w znaczne długi. Książę Fryderyk Kazimierz zmarł w 1571, po czym Wacław III Adam by spłacić jego długi był zmuszony definitywnie sprzedać dobra frysztackie (podobnie jak bielskie, frydeckie i skoczowsko-strumieńskie) w 1573. Frysztacki klucz dóbr nie został sprzedany w całości. Najjwiększa jego część utworzyła frysztackie mniejsze państwo stanowe. Początkowo jego powierzchnia wynosiła około 146 km², a w jego skład weszło miasto Frysztat oraz 17 wsi: Dąbrowa, Darków, Dziećmorowice, Kąkolna, Lutynia Niemiecka, Lutynia Polska, Łazy, Łąki, Orłowa, Piotrowice, Poręba, Raj, Rychwałd, Skrzeczoń, Stare Miasto, Wierzniowice oraz Zawada, zamieszkałych szacunkowo przez niespełna 4000 osób. Część z tych wsi należało do szlachty. Pierwszym właścicielem państwa frysztackiego został Wacław Cygan ze Słupska koło Gliwic. Jego siedzibą został zamek frysztacki. Z powodu jego pożaru w 1617 ród właścicieli frysztackich przeprowadził się do Raju. Cyganowie byli luteranami i sprzyjali temu wyznaniu w swoich dobrach. Z czasem z frysztackiego państwa stanowego wyodrębniły się pomniejsze państwa stanowe: Raj, Rychwałd, Lutynia Niemiecka. W 1637 Cyganowie odsprzedali swe skurczone państwo. Kolejnym właścicielem został Zdenko, hrabia Żampach z Pottenstein, a po nim Gaszynowie z Gaszyna, Hrabiego Melchiora Ferdynanda Gaszyna zastąpili jego synowie: Ferdynand Otto, Jan Rudolf oraz Jerzy Adam. Na początku XVIII na frysztackie państwo stanowe składało się już jedynie miasto Frysztat i trzy wsie. W 1748 zakupił je mylord Mikołaj Taafe, hrabia Carlingford (w Irlandii). W 1749 Mikołaj Taafe był posiadaczem zarówno państwa stanowego Frysztat jak i Raj, ponadto udało mu się zjednoczyć własność w wielu innych zakątkach północno-zachodniego Śląska Cieszyńskiego.